# Guldbagge 1985
La 20ª edizione del Premio Guldbagge è stata la prima a tenersi all'inizio dell'anno solare e per questo motivo ha premiato i film svedesi della seconda parte del 1983 e tutto il 1984. Si è svolta a Stoccolma il 24 gennaio 1985.

## Vincitori
Miglior film
- Smärtgränsen, regia di Agneta Elers-Jarleman

Miglior regista
- Hrafn Gunnlaugsson - La vendetta dei barbari (Korpen flyger)

Miglior attrice
- Gunilla Nyroos - Berget på månens baksida

Miglior attore
- Sven Wollter - Sista leken e Mannen från Mallorca

Premio Speciale
- Runa Ericson